# Markus Mooslechner

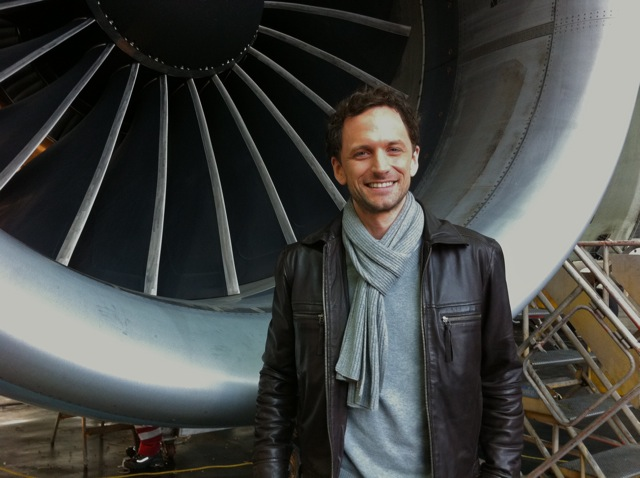
Markus Mooslechner im Jahr 2011

Markus Mooslechner (* 11. September 1973 in Bruck an der Mur) ist ein österreichischer Regisseur, Journalist, Fernsehmoderator, Podcaster und Autor.

## Leben
Nach einem Studium der Amerikanistik an der Universität Graz arbeitete Mooslechner in der Nachrichtenredaktion des ORF-Landesstudios Salzburg. 2002 wechselte er in die Nachrichtenredaktion der Zeit im Bild in Wien, wo er als Live-Reporter von Katastropheneinsätzen berichtete. Zwischen 2005 und 2007 arbeitete Mooslechner für das tägliche ORF-Magazin Willkommen Österreich. Von 2007 bis 2010 war Mooslechner Redakteur, Live-Reporter und stellvertretender Sendungsverantwortlicher des wöchentlichen Wissenschaftsmagazins Newton – Neues aus der Welt der Wissenschaft auf ORF eins. Von September 2010 bis September 2012 moderierte er auch die Sendung. Derzeit ist er als Executive Producer, Autor und Host bei Terra Mater Studios in Wien tätig.
2014 wurde er mit dem Fernsehpreis der Österreichischen Erwachsenenbildung für die Redaktionsleitung der Sendereihe TM Wissen (ServusTV) ausgezeichnet. Für seinen Film Supersapiens, the Rise of the Mind erhielt er mehrfach Auszeichnungen. Zu den bedeutendsten zählen
- 2018 die Silbermedaille für die zweitbeste Dokumentation in der Kategorie Science & Technologie beim New York Film Festival.
- 2018 die Gold- und Silbermedaille bei den Cannes Corporate Media Awards.[3]
- 2022 Best Online Format, SCINEMA 2022 Adelaide, Australia

Seit März 2020 veröffentlicht und moderiert Mooslechner die Podcastserie Space Cafe Podcast in der er für das unabhängige Weltraumnachrichtennetzwerk Space Watch Global Gäste aus der Weltraumindustrie zum Gespräch bittet, darunter NASA Vizechefin Pamela Melroy, ESA Direktor Josef Aschbacher, UNOOSA Direktorin Simonetta di Pippo, Chefastronom des Vatikans Guy Consolmagno, Dr. Who-Autorin Uma McCormack.